# Lebendgebärende Brotulas
Die Lebendgebärenden Brotulas (Bythitidae) sind eine Familie der Knochenfische (Osteichthyes) aus der Ordnung der Eingeweidefischartigen (Ophidiiformes), die in allen Weltmeeren vorkommen. 

## Merkmale
Die Lebendgebärenden Brotulas erreichen Standardlängen von 3 bis 88 Zentimeter. Wie alle Eingeweidefischartigen sind sie langgestreckt. Die Anzahl der Wirbel beträgt 33 bis 117, davon sind 10 bis 50 Rumpfwirbel und 24 bis 91 Schwanzwirbel. Rücken-, Schwanz- und Afterflosse sind normalerweise zu einem durchgehenden Flossensaum zusammengewachsen. Nur selten ist die Schwanzflosse frei. Der erste Flossenträger der Afterflosse ist nicht verlängert. Die Fische besitzen bis zu 35 verlängerte Kiemenrechen. Sie können jedoch auch fehlen. Die Männchen besitzen ein penisartiges Begattungsorgan zur inneren Befruchtung, das sich in einem fleischigen Höcker vor der Afterflosse befindet. Knöcherne Pseudoklaspern fehlen.
- Flossenformel: Dorsale 47–192, Anale 31–137, Pectorale 9–32,  Ventrale 0–1.[1]

## Innere Systematik
Nach der Ausgliederung der Tribus Dinematichthyini als eigenständige Familie (Dinematichthyidae) und der Integration der pädomorphen Aphyonidae sowie der Parabrotulidae in die Bythitidae gehören heute 35 Gattungen mit über 115 Arten zu den Lebendgebärenden Brotulas.
- Gattung Acarobythites Machida, 2000
  - Acarobythites larsonae Machida, 2000
- Gattung Anacanthobythites Anderson, 2008
  - Anacanthobythites platycephalus Anderson, 2008
  - Anacanthobythites tasmaninensis Anderson, 2008
- Gattung AphyonusAphyonus gelatinosus
  - Aphyonus bolini Nielsen, 1974

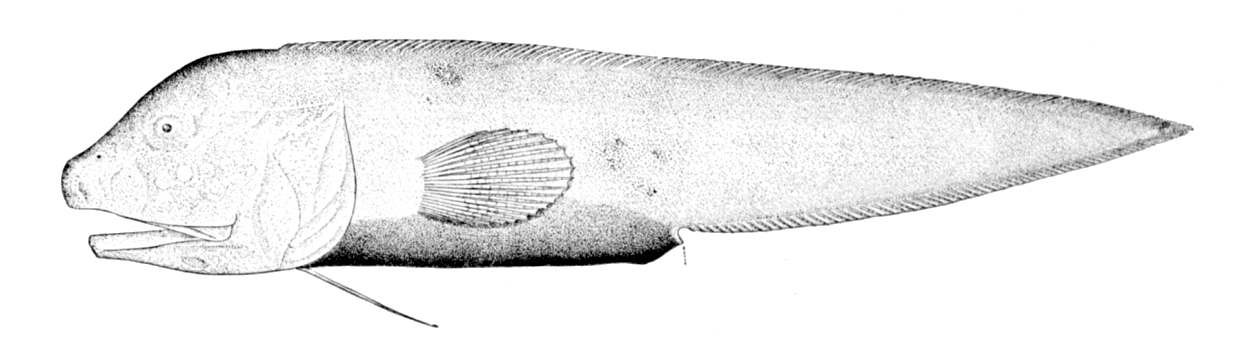
Aphyonus gelatinosus

  - Aphyonus brevidorsalis Nielsen, 1969
  - Aphyonus gelatinosus Günther, 1878
  - Aphyonus rassi Nielsen, 1975
- Gattung BarathronusBarathronus bicolorBarathronus parfaiti
  - Barathronus affinis Brauer, 1906

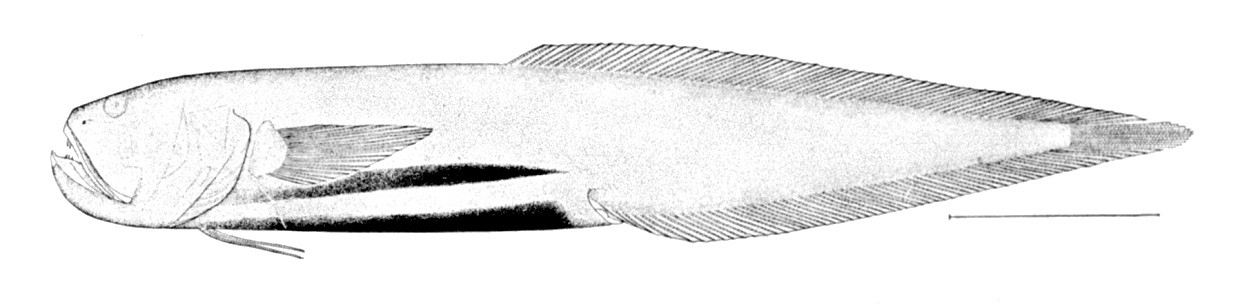
Barathronus bicolor

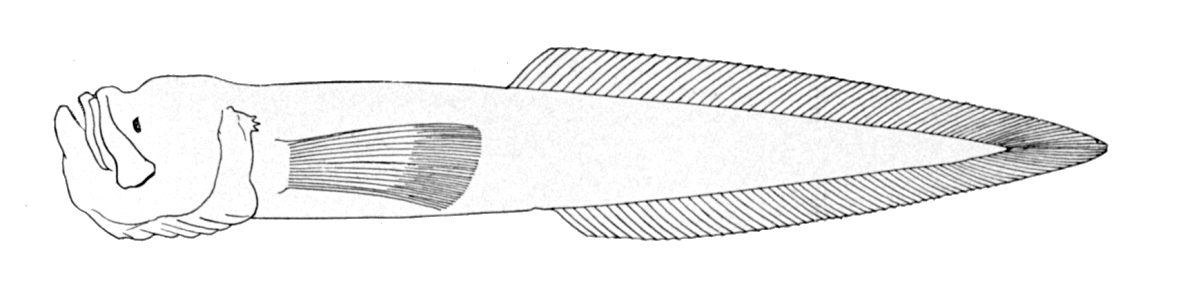
Barathronus parfaiti

  - Barathronus algrahami Nielsen et al., 2019
  - Barathronus bicolor Goode & Bean, 1886
  - Barathronus bruuni Nielsen, 1969
  - Barathronus diaphanus Brauer, 1906
  - Barathronus linsi Nielsen et al., 2015
  - Barathronus maculatus Shcherbachev, 1976
  - Barathronus multidens Nielsen, 1984
  - Barathronus pacificus Nielsen & Eagle, 1974
  - Barathronus parfaiti (Vaillant, 1888)
  - Barathronus unicolor Nielsen, 1984
- Gattung Bellottia Giglioli, 1883
  - Bellottia apoda Giglioli, 1883
  - Bellottia armiger (Smith & Radcliffe, 1913)
  - Bellottia galatheae Nielsen & Møller, 2008
  - Bellottia robusta Nielsen & Møller, 2008
- Gattung Bidenichthys Barnard, 1934Bidenichthys consobrinus

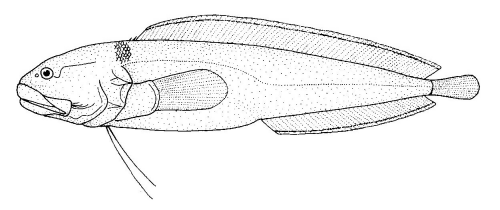
Bidenichthys consobrinus

  - Bidenichthys beeblebroxi Paulin, 1995
  - Bidenichthys capensis Barnard, 1934
  - Bidenichthys consobrinus (Hutton, 1876)
  - Bidenichthys paxtoni (Nielsen & Cohen, 1986)
  - Bidenichthys slartibartfasti (Paulin, 1995)
- Gattung Brosmodorsalis Paulin & Roberts, 1989
  - Brosmodorsalis persicinus Paulin & Roberts, 1989
- Gattung Brosmophyciops Schultz, 1960
  - Brosmophyciops pautzkei Schultz, 1960
- Gattung Brosmophycis Gill, 1861
  - Brosmophycis marginata (Ayres, 1854)
- Gattung Bythites Reinhardt, 1835
  - Bythites fuscus (Fowler, 1946)
  - Bythites gerdae Nielsen & Cohen, 1973
  - Bythites islandicus Nielsen & Cohen, 1973
- Gattung Calamopteryx Böhlke & Cohen, 1966
  - Calamopteryx goslinei Böhlke & Cohen, 1966
  - Calamopteryx jeb Cohen, 1973
  - Calamopteryx robinsorum Cohen, 1973
- Gattung Cataetyx Günther, 1887
  - Cataetyx alleni (Byrne, 1906)Cataetyx messieri

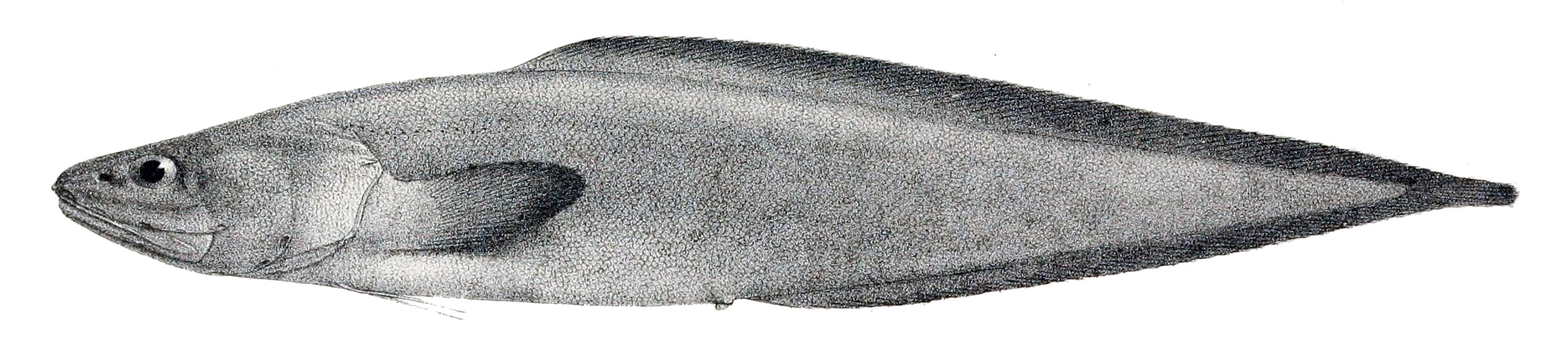
Cataetyx messieri

  - Cataetyx bruuni (Nielsen & Nybelin, 1963)
  - Cataetyx chthamalorhynchus Cohen, 1981
  - Cataetyx hawaiiensis Gosline, 1954
  - Cataetyx laticeps Koefoed, 1927
  - Cataetyx lepidogenys (Smith & Radcliffe, 1913)
  - Cataetyx messieri (Günther, 1878)
  - Cataetyx nielseni Balushkin & Prokofiev, 2005
  - Cataetyx niki Cohen, 1981
  - Cataetyx platyrhynchus Machida, 1984
  - Cataetyx rubrirostris Gilbert, 1890
  - Cataetyx simus (Alcock, 1892)
- Gattung Diplacanthopoma Günther, 1887Diplacanthopoma brachysoma

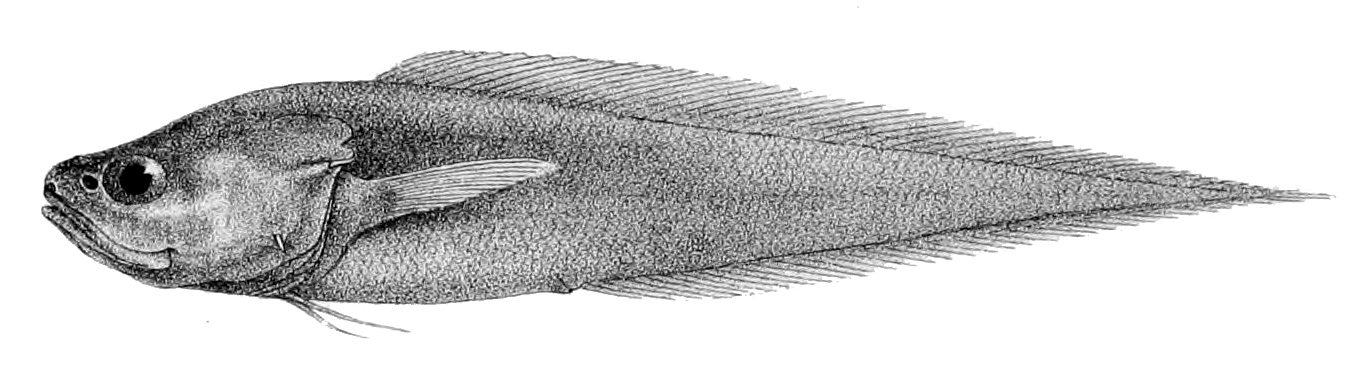
Diplacanthopoma brachysoma

  - Diplacanthopoma alcockii Goode & Bean, 1896
  - Diplacanthopoma brachysoma Günther, 1887
  - Diplacanthopoma brunnea Smith & Radcliffe, 1913
  - Diplacanthopoma japonicus (Steindachner & Döderlein, 1887)
  - Diplacanthopoma jordani Garman, 1899
  - Diplacanthopoma kreffti Cohen & Nielsen, 2002
  - Diplacanthopoma nigripinnis Gilchrist & von Bonde, 1924
  - Diplacanthopoma raniceps Alcock, 1898
  - Diplacanthopoma riversandersoni Alcock, 1895
- Gattung Ematops Schwarzhans & Nielsen, 2011
  - Ematops randalli Cohen & Wourms 1976
- Gattung Grammonus Gill, 1896
  - Grammonus ater (Risso, 1810)
  - Grammonus claudei (de la Torre y Huerta, 1930)
  - Grammonus diagrammus (Heller & Snodgrass, 1903)
  - Grammonus longhursti (Cohen, 1964)
  - Grammonus opisthodon (Smith, 1934)
  - Grammonus robustus Smith & Radcliffe, 1913
  - Grammonus thielei Nielsen & Cohen, 2004
  - Grammonus waikiki (Cohen, 1964)
- Gattung Hastatobythites Machida, 1997
  - Hastatobythites arafurensis Machida, 1997
- Gattung Hephthocara Alcock, 1892Hephthocara simum

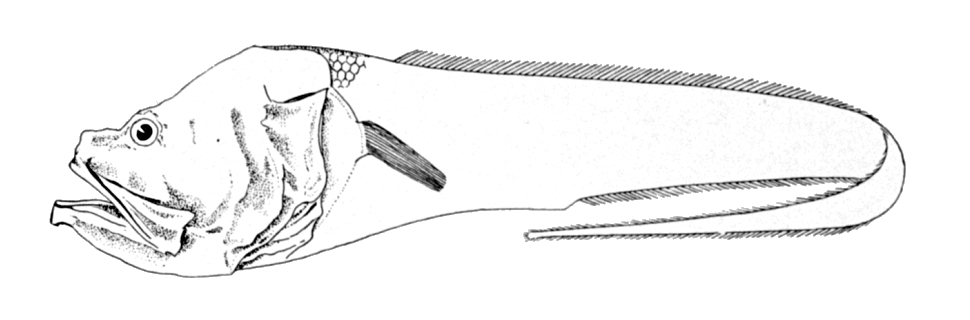
Hephthocara simum

  - Hephthocara crassiceps Smith & Radcliffe, 1913
  - Hephthocara simum Alcock, 1892
- Gattung Leucobrotula
  - Leucobrotula adipata Koefoed, 1952
- Gattung Lucifuga Poey, 1858Lucifuga gibarensis
  - Lucifuga dentata Poey, 1858

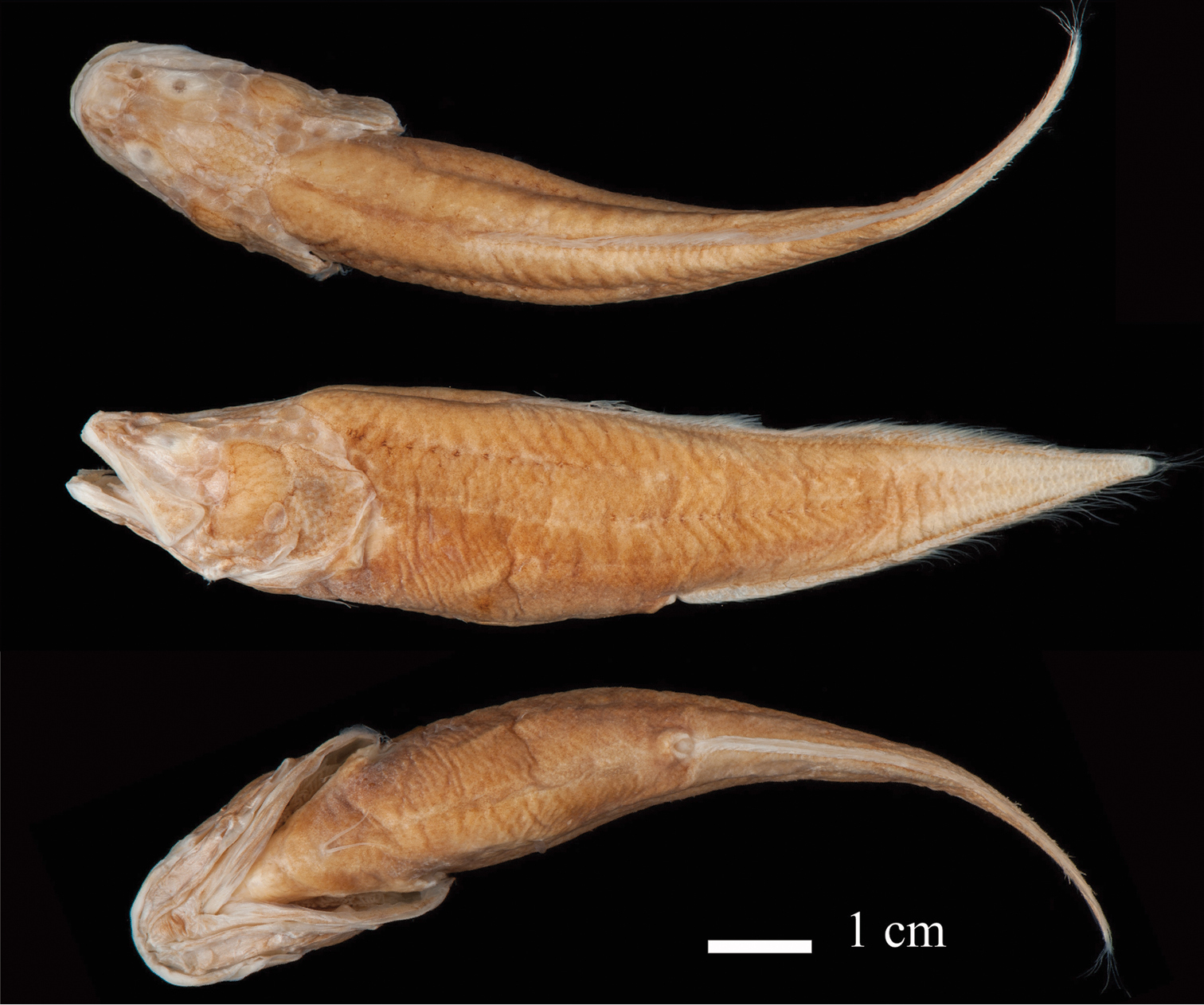
Lucifuga gibarensis

  - Lucifuga gibarensis Hernández, Møller, Casane & García-Machado, 2020
  - Lucifuga inopinata Cohen & McCosker, 1998
  - Lucifuga lucayana Møller, Schwarzhans, Iliffe & Nielsen, 2006
  - Lucifuga simile Nalbant, 1981
  - Lucifuga spelaeotes Cohen & Robins, 1970
  - Lucifuga subterranea Poey, 1858
  - Lucifuga teresinarum Díaz Pérez, 1988
- Gattung Melodichthys Nielsen & Cohen, 1986
  - Melodichthys hadrocephalus Nielsen & Cohen, 1986
- Gattung Meteoria
  - Meteoria erythrops Nielsen, 1969
  - Meteoria longidorsalis Nielsen, 2016
- Gattung Microbrotula Gosline, 1953
  - Microbrotula andersoni Schwarzhans & Nielsen, 2011
  - Microbrotula bentleyi Anderson, 2005
  - Microbrotula greenfieldi Anderson, 2005
  - Microbrotula hamata Schwarzhans & Nielsen, 2011
  - Microbrotula punicea Anderson, 2007
  - Microbrotula queenslandica Anderson, 2005
  - Microbrotula rubra Gosline, 1953
- Gattung Nybelinella
  - Nybelinella brevianalis Nielsen, 2017
  - Nybelinella brevidorsalis Shcherbachev, 1976
  - Nybelinella erikssoni (Nybelin, 1957)
- Gattung Parabrotula
  - Parabrotula plagiophthalmus Zugmayer, 1911
  - Parabrotula tanseimaru Miya & Nielsen, 1991
- Gattung Parasaccogaster Nielsen, Schwarzhans & Cohen, 2012
  - Parasaccogaster melanomycter Cohen, 1981
  - Parasaccogaster normae Cohen & Nielsen, 1972
  - Parasaccogaster rhamphidognatha Cohen, 1987
- Gattung Parasciadonus
  - Parasciadonus brevibrachium Nielsen, 1984
  - Parasciadonus pauciradiatus Nielsen, 1997
- Gattung Petrotyx
  - Petrotyx hopkinsi Heller & Snodgrass, 1903
  - Petrotyx sanguineus (Meek & Hildebrand, 1928)
- Gattung Pseudonus Garman, 1899
  - Pseudonus acutus Garman, 1899
  - Pseudonus squamiceps (Lloyd, 1907)
- Gattung Saccogaster Alcock, 1889Saccogaster maculata

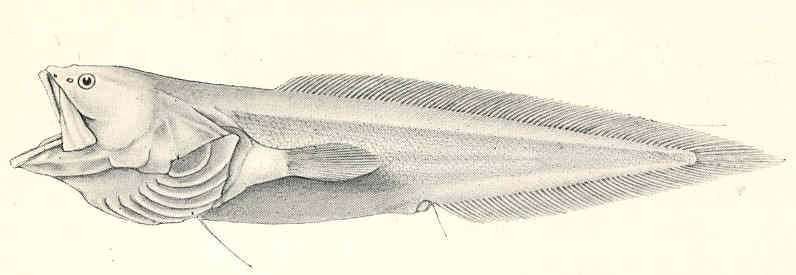
Saccogaster maculata

  - Saccogaster brayae Nielsen, Schwarzhans & Cohen, 2012
  - Saccogaster hawaii Cohen & Nielsen, 1972
  - Saccogaster horrida Nielsen, Schwarzhans & Cohen, 2012
  - Saccogaster maculata Alcock, 1889
  - Saccogaster nikoliviae Nielsen, Schwarzhans & Cohen, 2012
  - Saccogaster parva Cohen & Nielsen, 1972
  - Saccogaster staigeri Cohen & Nielsen, 1972
  - Saccogaster tuberculata (Chan, 1966)

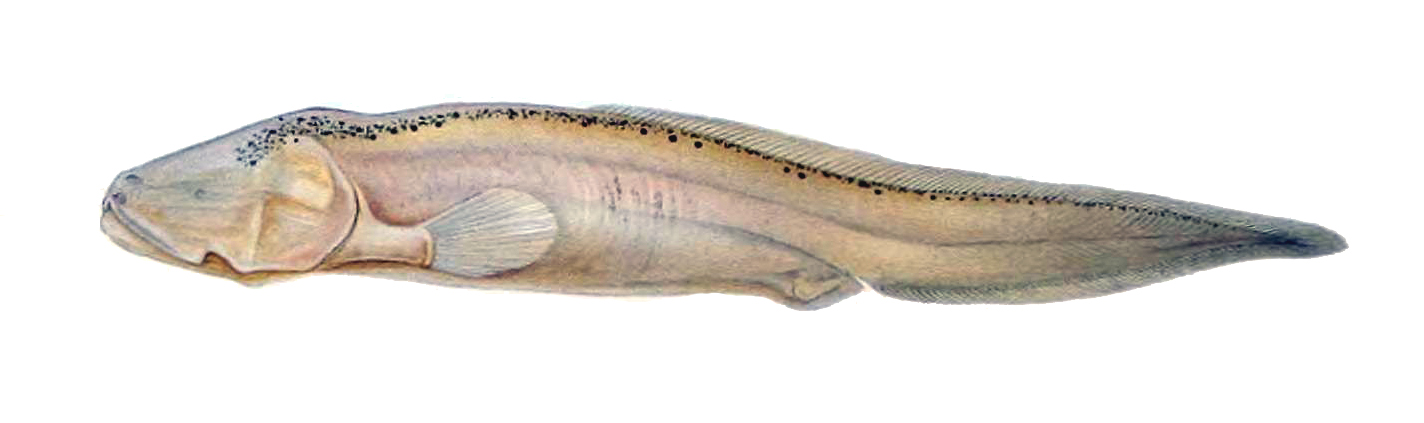
Sciadonus cryptophthalmus, Zeichnung von Erich Zugmayer

- Gattung SciadonusSciadonus cryptophthalmus, Zeichnung von Erich Zugmayer
  - Sciadonus cryptophthalmus (Zugmayer, 1911)
  - Sciadonus galatheae (Nielsen, 1969)
  - Sciadonus jonassoni (Nybelin, 1957)
  - Sciadonus longiventralis Nielsen, 2018
  - Sciadonus pedicellaris Garman, 1899
  - Sciadonus robinsi Nielsen, 2018
- Gattung Stygnobrotula Böhlke, 1957
  - Stygnobrotula latebricola Böhlke, 1957
- Gattung Thermichthys Nielsen & Cohen 2005
  - Thermichthys hollisi (Cohen, Rosenblatt & Moser, 1990)
- Gattung Timorichthys Nielsen & Schwarzhans, 2011
  - Timorichthys angustus Nielsen et al., 2013
  - Timorichthys disjunctus Nielsen & Schwarzhans, 2011
- Gattung Tuamotuichthys Møller, Schwarzhans & Nielsen 2004
  - Tuamotuichthys bispinosus Møller, Schwarzhans & Nielsen, 2003
  - Tuamotuichthys marshallensis Nielsen, Schwarzhans, Møller & Randall, 2006
  - Tuamotuichthys schwarzhansi Nielsen & Møller, 2008